# Kuba-Messer (Hakenklinge)
Das Kuba-Messer (Hakenklinge) ist ein afrikanisches Messer. Afrikanische Messer wurden in verschiedenen Ländern und von verschiedenen Ethnien Afrikas als Kriegs-, Jagd-, Kultur- und Standeswaffe entwickelt und genutzt. Die jeweilige Bezeichnung der Waffe bezieht sich auf eine Ausprägung dieses Waffentyps, die einer bestimmten Ethnie zugeordnet wird.

## Beschreibung
Das Kuba-Messer hat eine gerade, abwechselnd schmaler und wieder breiter werdende Klinge (siehe Bild Infobox). Auf beiden Seiten der Klinge sind hakenförmige Dornen ausgeschmiedet. Am Ort ist die Klinge geteilt und läuft in zwei Spitzen aus. Die Klingen haben meist einen starken, durchgehenden Mittelgrat. Dieses Messer wird von der Ethnie der Kuba benutzt.